# Jean-Adolphe Alhaiza
Jean-Adolphe Alhaiza, connu sous le pseudonyme Jean Chambon, né le 22 mai 1839 à Tarbes (Hautes-Pyrénées) et mort le 2 juillet 1922 à Montreuil-sous-Bois (Seine-Saint-Denis), est un journaliste et écrivain français.
Disciple de Charles Fourier, il devient l'un des principaux représentant du fouriérisme dans la deuxième moitié du XIXe siècle. Devenu le rédacteur en chef de La Rénovation à la suite de Hippolyte Destrem, il impulse une ligne antisémite, antidreyfusarde et nationaliste créant vers 1900 un schisme au sein du mouvement. 

## Biographie
Il est le principal rédacteur du journal La Rénovation publié au 130 rue de Rosny à Montreuil de 1894 à 1922. 
Il est également connu pour son hostilité à la franc-maçonnerie, qu'il dénonça dans plusieurs de ses publications. Il organisa le financement pour faire ériger la statue de Charles Fourier sur la place Clichy à Paris en juin 1899. 
Il est considéré comme un pionnier de la littérature de science-fiction avec son roman d'anticipation Cybèle. Voyage extraordinaire dans l'Avenir.

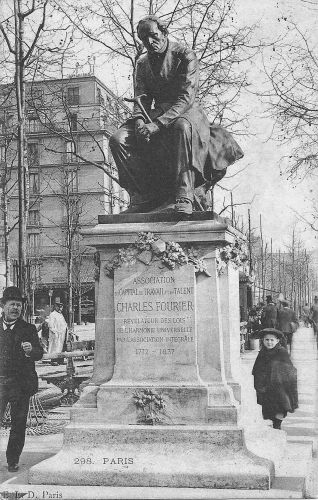
Statue de Charles Fourier, place Clichy à Paris

## Œuvres

### Livres
- Catéchisme naturaliste. Essai de synthèse physique, vitale et religieuse, Bruxelles, Mendel, 1889, 436 p. (publié sous le pseudonyme de Jean Chambon) (réédité en 1892 sous le nom d’Alhaiza et sous le titre Catéchisme dualiste. Essai de synthèse physique, vitale et religieuse, Paris, Georges Carré, XIV-415 p.)

Cybèle. Voyage extraordinaire dans l’Avenir, Paris, G. Carré, 1891, 351 p. (publié sous le pseudonyme de Jean Chambon).
Historique de l’École sociétaire fondée par Charles Fourier, suivi d’un résumé de la doctrine fouriériste et du sommaire du garantisme élucidé par Hippolyte Destrem, Paris, La Rénovation, 1894, 152 p.
- Les Kardan. Visions du passé et d’avenir, Paris, chez l’auteur, 1895, 158 p.
- La Rénovation religieuse. Catéchisme dualiste, Paris, La Rénovation, 1897, 111 p.
- Synthèse dualiste universelle cosmologique, biologique, sociale et morale et Culte spirituel, Paris, H. Daragon, 1910, 440 p.
- Le culte du Dieu-Esprit dans le dualisme universel Esprit Matière, Paris, Librairie M. Rivière, 1913, 159 p.

### Brochures
- Cosmogonie dualiste, Tours, Imp. E. Arrault et Cie, 1899, 16 p.
- Juifs et francs-maçons, Montreuil-sous-Bois, La Rénovation, 1903 (réédité en 1904), 16 p.
- Le Suffrage universel dans le garantisme, Tours, Imp. Arrault, 1905, 18 p.
- Ce qu’est la franc-maçonnerie, Paris, H. Daragon, 1907, 22 p.
- Dualisme cosmogonique et religieux, Montreuil-sous-Bois, La Rénovation, 1904 (réédité en 1908), 8 p.
- Charles Fourier et sa sociologie sociétaire, Paris, Librairie M. Rivière, 1911, 76 p.
- Vérité sociologique gouvernementale et religieuse. Succinct résumé du sociétarisme de Fourier comparé au socialisme de Marx et de la doctrine dualiste, Paris, H. Daragon, 1919, 79 p. (Publication d’articles parus dans La Rénovation)